# Gongsun Long
Gongsun Long (en xinès 公孫龍 o 公孙龙; pinyin Gōngsūn Lóng; Wade-Giles Kung-sun Lung,) fou un filòsof xinès del nord que visqué aproximadament entre els anys 320 aC i 250 aC i que pertanyia a l'escola dels noms. Es dedicà a la lògica, en especial a partir de la discussió de paradoxes del raonament, essent la més cèlebre la que resa "Un cavall blanc no és un cavall", inclosa al diàleg homònim. La idea central és que l'individu particular no és idèntic al general i que no pot ser considerat simplement una classe o subtipus d'aquell, avançant-se a la polèmica del nominalisme medieval occidental. És a dir, per a Gong Sunlong "cavall blanc" és, o pot ser considerat, una entitat pròpia, oposada al genèric "cavall" i igual que no tots els cavalls són cavalls blancs es pot actuar en sentit contrari. El fet que l'observació empírica contradigui aquesta conclusió alertava, segons els filòsof, dels límits de la lògica.